# ClickWorkers

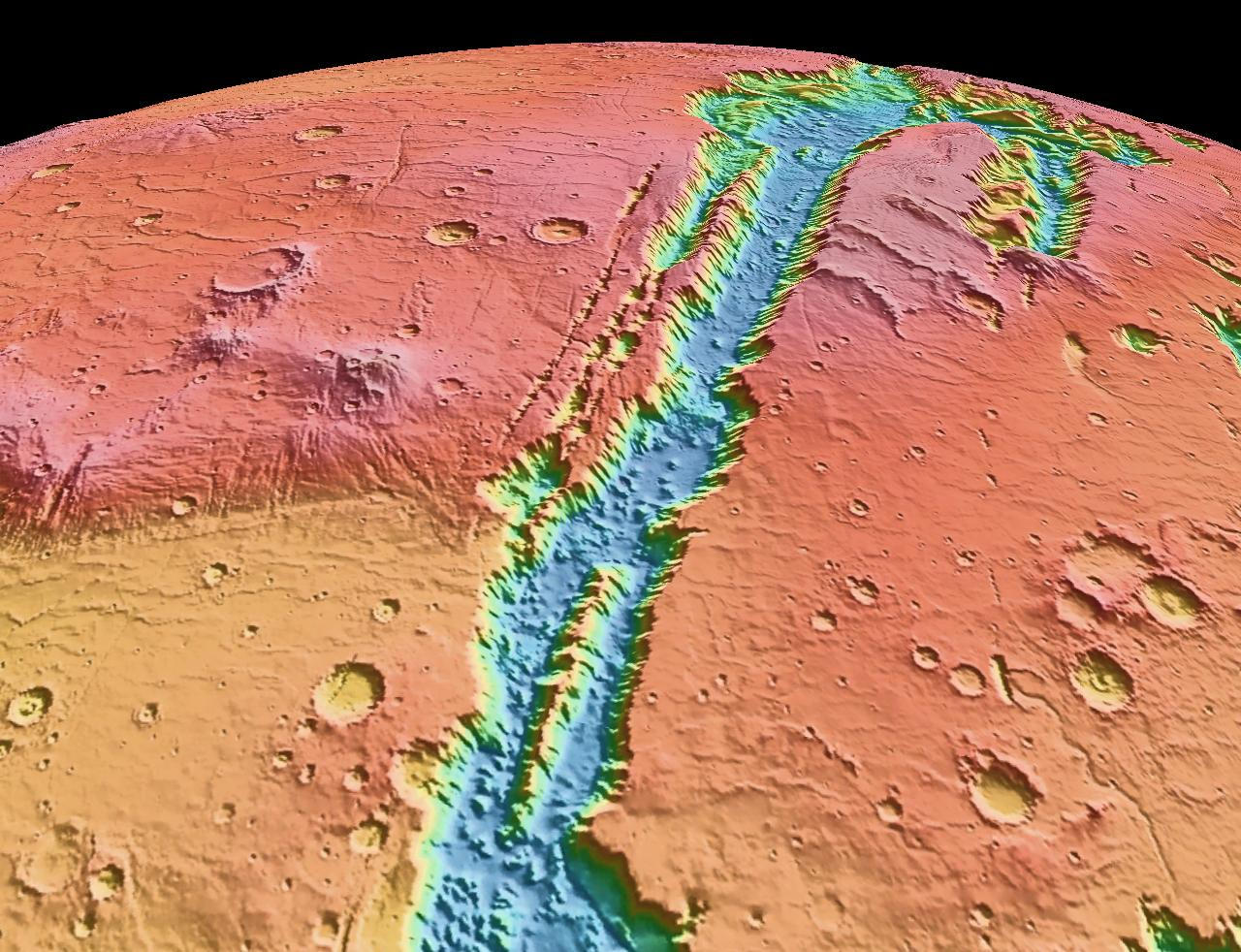
O ClickWorkers utilizou de voluntários leigos a fim de identificar e classificar estabelecer a idade das crateras de Marte.

ClickWorkers foi um experimento realizado pela NASA que se utilizou de voluntários leigos, apelidados "clickworkers", a fim de identificar e classificar estabelecer a idade das crateras de Marte a partir do banco de dados de imagens provido pelo Programa Viking. Esse projeto piloto foi financiado pelo "NASA Ames Director's Discretionary Fund". A tarefa, apesar de não carecer de um grande volume de conhecimento técnico-científico, exigia alguns conhecimentos preliminares e boa capacidade de análise e percepção visual que seriam aplicados a tarefas dispostas de modo que poderiam ser divididas em atividades realizáveis em cerca de 5 minutos. Aos voluntários não era imposta nenhuma rotina pré-estabelecida, apenas instruções de como proceder em determinadas tarefas e documentação básica. A página do projeto e o banco de dados foram supervisionados pelo engenheiro Bob Kanefsky e mantidos pelas cientistas da agência Nadine Barlow e Virginia Gulick.

## Objetivos e resultados
O objetivo do projeto era o de responder a duas perguntas iniciais:
1. A população está apta, disposta e disponível para ajudar em projetos de caráter científico?
2. Os novos meios de potencializar a análise científica são efetivamente capazes de produzir resultados tão bons quanto aqueles realizados pelos meios tradicionais?

A resposta para ambas as perguntas foi positiva, considerando que uma catalogação prévia das crateras já havia sido feita pelos próprios funcionários da agência espacial e, desse modo, já havia uma expectativa sobre quais seriam os resultados que seriam considerados adequados. Isso acabou por estimular a agência espacial a investir em projetos análogos a partir de novos bancos de dados e, de modo mais amplo, a estabelecer o "Participatory Exploration Office", um escritório dentro da agência responsável pelo encorajamento dos indivíduos a contribuir com suas capacidades e criatividade nas missões da NASA e a convidá-los a compartilhar o entusiasmo pela construção do futuro.